# Kotlina Liptowska

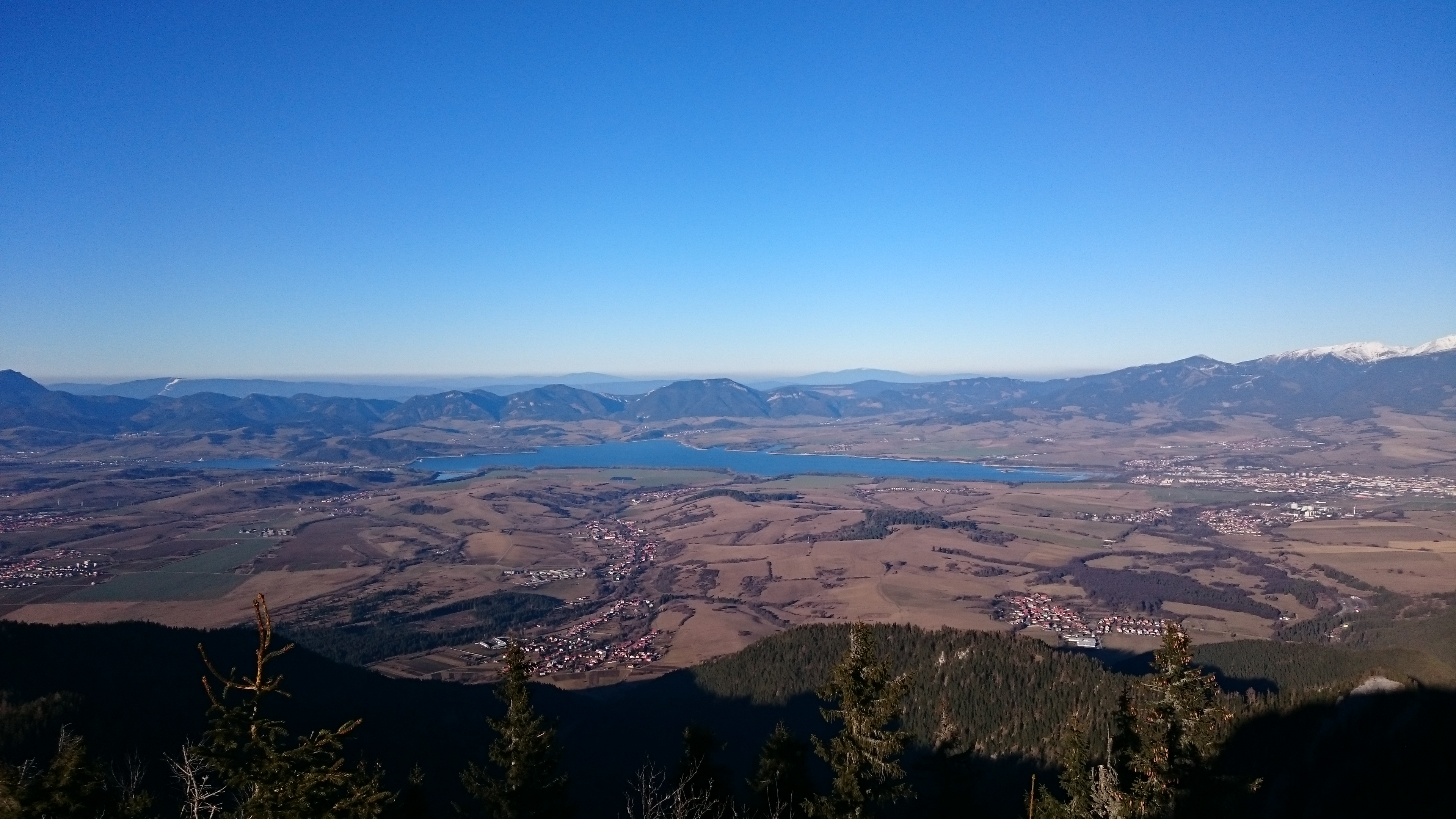
Widok ze szczytu Siná w Niżnych Tatrach

Kotlina Liptowska (514.71; słow. Liptovská kotlina) – w regionalizacji polskiej według Jerzego Kondrackiego jednostka geomorfologiczna w Centralnych Karpatach Zachodnich, na Słowacji, stanowiąca zachodnią część Obniżenia Liptowsko-Spiskiego. W regionalizacji słowackiej Kotlina Liptowska wraz z Kotliną Popradzką wchodzi w skład Kotliny Podtatrzańskiej (Podtatrzanska kotlina).

## Położenie i rozmiary
Kotlina jest rozciągnięta w osi wschód – zachód. Od zachodu graniczy z Wielką Fatrą, od północy z Górami Choczańskimi i Tatrami, natomiast od południa z Niżnimi Tatrami i Kozimi Grzbietami. Granicę wschodnią (z Kotliną Popradzką) stanowi Szczyrbski Dział.
Kotlina Liptowska ma kształt nieregularnej gruszki, na swym dolnym (zachodnim) końcu (mniej więcej od Rużomberku) przechodzącej w wąską dolinę Wagu. Długość kotliny od Szczyrby na wschodzie po Królewiany na zachodzie wynosi w linii prostej nieco ponad 70 km. Największa szerokość kotliny w osi północ-południe (w rejonie Liptowskiego Mikułasza) sięga 20 km.

## Podział
Według podziałów słowackich Kotlina Liptowska stanowi zachodnią część tzw. Kotliny Podtatrzańskiej (słow. Podtatranská kotlina), której część wschodnią stanowi wspomniana Kotlina Popradzka. Geografowie słowaccy dzielą Kotlinę Liptowską na jeszcze mniejsze jednostki. U stóp Gór Choczańskich, na północ od Liptovskej Teplej, leży Chočské podhorie. Dalej na wschód leżą Matiašovské háje, a u stóp Tatr Zachodnich kolejno Smrečianska pahorkatina, Liptovské nivy i Hybianska pahorkatina. Na południe od doliny Wagu, wzdłuż podnóży Niżnych Tatr, ciągnie się długim pasem od Rużomberku po Liptowski Gródek Ľubelská pahorkatina, do której nawiązują na południe od zbiornika Liptowskiej Mary tzw. Galovianske háje.

## Geologia i geomorfologia
Kotlina Liptowska ma charakter kotliny tektonicznej, oddzielonej potężnymi uskokami od otaczających ją masywów górskich. Należy do najwyżej położonych wielkich kotlin karpackich. Jej podłoże budują stosunkowo mało odporne skały starszego trzeciorzędu, zaliczane do tzw. paleogenu centralnokarpackiego – głównie różne piaskowce i iłowce, których miąższość sięga 4000 m. Jedynie na jej obrzeżach występuje kilka izolowanych wzniesień, budowanych przez inne skały (głównie wapienie i dolomity), sięgające tu z sąsiednich grup górskich i niekiedy do nich zaliczane. Jednym z takich miejsc jest m.in. masyw góry Mních (657 m), położony na północny wschód od Rużomberku. Tworzy on swoistą, wydłużoną „wyspę” o wymiarach 2 × 0,8 km, zbudowaną z triasowych wapieni i dolomitów płaszczowiny choczańskiej, nawiązującą orograficznie do położonej bardziej na północ grupy Wielkiego Chocza, zaś geologicznie – do położonej już za Wagiem Wielkiej Fatry. Masyw ten znany jest z szeregu jaskiń, z których pochodzi wiele cennych znalezisk archeologicznych. Wśród innych wyjątków należy wspomnieć tzw. Východniansky kras u południowych podnóży Tatr Zachodnich, w dorzeczu rzeczki Hybica na północ od miejscowości Wychodna. Spod osadów paleogenicznych wychodzą tu na powierzchnię wysepki trzeciorzędowych wapieni oraz wapnistych zlepieńców najgłębszych warstw paleogenu. Wytworzyła się w nich kotlina, w której występują liczne zjawiska krasowe: leje krasowe, ponory, wywierzyska, a także szereg mniejszych jaskiń, o długościach korytarzy nie przekraczających 20 m.
Wzdłuż złomów tektonicznych w północnej i południowej części kotliny znajdziemy liczne źródła mineralne (Stankovany pod Szypem, Lúčky, Bešeňová czy Vyšný Sliač), z którymi związane są formujące się do chwili obecnej pokrywy trawertynów. Dno kotliny pokrywa gruba pokrywa akumulacyjna żwirów i piasków, będących w większości nanosami rzecznymi z okresu neogenu. Wzdłuż osi kotliny ze wschodu na zachód płynie rzeka Wag, która wytworzyła tu szeroką dolinę z wyraźnie zaznaczonym systemem sześciu teras rzecznych. Centralną część kotliny zajmuje obecnie wielkie jezioro zaporowe Liptovská Mara.
Kotlina Liptowska tworzy centrum krainy historycznej zwanej Liptowem, z miastami Liptowski Mikułasz, Liptowski Gródek i Rużomberk. Stanowi również najważniejszą oś komunikacyjną, łączącą wschód i zachód Słowacji. Biegnie nią m.in. linia kolejowa Królewiany – Poprad, będąca fragmentem historycznej Kolei Koszycko-Bogumińskiej.